# Grodzisko (Basses-Carpates)
Pour les articles homonymes, voir Grodzisko.
Grodzisko est une localité polonaise de la gmina et du powiat de Strzyżów en voïvodie des Basses-Carpates.